# Martubah Airport
Martubah Airport är en flygplats i Libyen. Den ligger i den nordöstra delen av landet, 900 km öster om huvudstaden Tripoli. Martubah Airport ligger 327 meter över havet.
Terrängen runt Martubah Airport är platt. Runt Martubah Airport är det mycket glesbefolkat, med 7 invånare per kvadratkilometer. Trakten runt Martubah Airport är ofruktbar med lite eller ingen växtlighet.